# Cratere Norov-Ava
Norov-Ava è un cratere sulla superficie di Callisto.